# Lopharcha halidora
Lopharcha halidora es una especie de polilla de la familia Tortricidae. Se encuentra en Sri Lanka.